# Я всегда одинок
«Я всегда одинок» (англ. I Walk Alone) — фильм нуар режиссёра Байрона Хэскина, вышедший на экраны в 1948 году.
Фильм поставлен по театральной пьесе Теодора Ривза «Попрошайки приходят в город», которая шла на Бродвее в 1945 году. Фильм рассказывает о бывшем бутлегере Фрэнки Мэдисоне (Берт Ланкастер), который в 1947 году после 14-летнего тюремного заключения выходит на свободу и возвращается в Нью-Йорк, чтобы согласно былой договорённости получить половину бизнеса своего старого товарища и делового партнёра Нолла Тёрнера (Кирк Дуглас). Однако Нолл, который за эти годы смог создать на легальных основаниях шикарный клуб, не желает делиться со старым партнёром своим бизнесом. Между Фрэнки и Ноллом возникает острый конфликт, в котором Фрэнки пытается действовать старыми методами с помощью агрессии и угроз применения силы, а Нолл отвечает ему с помощью корпоративных уловок, легальных процедур и бухгалтерских схем.
Это первый фильм, который знаменитый мастер по спецэффектам Байрон Хэскин поставил как режиссёр, и первый фильм, в котором вместе снялись Берт Ланкастер и Кирк Дуглас. В дальнейшем они сыграли вместе в целой серии картин, среди них вестерн «Перестрелка в О. К. Коррал» (1957), историческая военная комедия по Бернарду Шоу «Ученик дьявола» (1959), политический триллер «Семь дней в мае» (1964) и криминальная комедия «Крутые мужики» (1986), став в зрительском сознании чем-то вроде актёрской команды. Дуглас всегда стоял в титрах ниже Ланкастера, но их роли всегда были более или менее равнозначны.

## Сюжет
На нью-йоркском железнодорожном вокзале Дейв (Уэнделл Кори) встречает своего брата Фрэнки Мэдисона (Берт Ланкастер), который только что освободился после 14-летнего тюремного заключения. Они берут такси и по просьбе Фрэнки проезжаются по Бродвею. По дороге Фрэнки замечает, что город выглядит всё также, однако Дейв отвечает, что это только внешнее впечатление.
Дейв размещает Фрэнки в гостиничном номере, и демонстрирует купленные для него дорогие костюмы, аксессуары и прочие вещи. За завтраком Фрэнки говорит Дейву, что намерен как можно скорее увидеться с Ноллом «Динком» Тёрнером (Кирк Дуглас), своим партнёром. Фрэнк знает, что пока он сидел в тюрьме, Нолл открыл шикарный клуб «Риджент», в котором собирается светское общество. Дейва пугает это сообщение, особенно, то, что Фрэнки намерен получить причитающуюся ему долю в клубе. Фрэнки возмущает и то, что за 14 лет Нолл, который был его ближайшим партнёром и товарищем, ни разу не навестил его в тюрьме и даже не написал ни единого письма.
Оставив Фрэнки отдыхать, Дейв приходит в клуб, где докладывает Ноллу, что Фрэнки остался не доволен тем, как его встретили. Нолл и его ассистент Морис (Джордж Риго) озабочены ситуацией, и собираются в случае нападок со стороны Фрэнки дать ему отпор. Нолл рассказывает, что в течение трёх лет они с Фрэнки работали вместе, но всё благодаря его идеям. И пока Фрэнки не было, Нолл самостоятельно выстроил полностью новый бизнес, и это его бизнес, его клуб, и если Фрэнки с этим не согласится, Нолл будет его защищать.
Вечером Фрэнки приезжает в клуб «Риджент». Швейцар клуба Дэн (Майк Мазурки) узнаёт и приветствует его. Зайдя внутрь, Фрэнки знакомится с популярной певицей клуба Кей Лоренс (Лизабет Скотт), которая импровизирует на фортепиано. Фрэнки провожают в кабинет Нолла, который не торопится встретить его, рассчитывая, что тот немного успокоится. По дороге Нолл встречает и целует Кей, затем говорит Морису, что собирается расслабить и утихомирить Фрэнки.
Фрэнки начинает разговор с Ноллом в агрессивной манере, давая понять, как каждый из них провёл последние годы — один в тюрьме, а другой — в шикарном клубе. Нолл пытается оправдаться тем, что если бы он навещал его в тюрьме, ему бы никогда не удалось создать такой богатый клуб, так как встречи с преступником разрушили бы его репутацию. Далее Нолл говорит, что он не только сохранил и приумножил их состояние, но и позаботился обо всех тех парнях, которые с ними работали — Дэне, Мокси и Гарри, а также о Дейве. Фрэнки утверждает, что Дейв был раньше наравне с ним и Ноллом, а теперь в клубе он не имеет доли и работает простым бухгалтером. Нолл отвечает, что не раз предлагал ему долю, но тот отказывался. По просьбе Фрэнки вызывают Дейва, который подтверждает, что сам отказался от доли в клубе, так как привык работать под чьим-либо началом. Затем Нолл клянётся в своей верности былым годам, и говорит, что кое-что для Фрэнки придумал, однако в этот момент его отвлекают текущие дела, и он просит Фрэнки ненадолго пройти в зал и осмотреться.
Нолл решает использовать Кей, которая сможет выслушать Фрэнки и смягчит его агрессивный настрой. В своём кабинете он обхаживает певицу, показывая ей планы расширения клуба, а затем предлагая съездить вместе отдохнуть на уик-энд. Затем он уговаривает Кей поужинать с Фрэнки, говоря, что тому надо помочь прийти в себя после долгих лет отсутствия.
Тем временем в клубе Фрэнки знакомится с миссис Эликс Ричардсон (Кристин Миллер), светской дамой, которую связывают с Ноллом близкие отношения. Высокомерная Эликс нарывается на грубые ответы Фрэнки, и всё заканчивается тем, что она даёт ему пощёчину. Чтобы предотвратить скандал, к ним немедленно подходит Нолл. Эликс требует выкинуть Фрэнки из клуба. Ноллу удаётся разнять их, и он договаривается о встрече с Эликс в своём офисе через несколько минут. Затем Нолл проводит Фрэнки в отдельный кабинет на ужин с Кей, а сам возвращается в зал, где танцует и целуется с Эликс. Она предлагает ему завтра же вечером уехать и провести несколько дней наедине, а также однозначно выражает своё желание выйти за него замуж.
Во время ужина Фрэнки и Кей мило беседуют и проникаются симпатией друг к другу. Фрэнки рассказывает, что в 1933 году он попал в тюрьму, где провёл 14 лет. Кей проникается симпатией к Фрэнки, и они целуют друг друга. Затем Фрэнки рассказывает Кей, что они с Ноллом были партнёрами, и возили через канадскую границу нелегальное виски. Однажды после того, как они на грузовике с виски пересекли границу в штате Нью-Йорк, на них напала банда, которая захотела отобрать у них груз. Началась погоня со стрельбой на пустынном ночном шоссе. Им удалось застрелить водителя преследовавшей их машины, после чего преследование прекратилось. Однако, ожидая, что их могут схватить, Фрэнки и Нолл решили разделиться. Нолл выпрыгнул из машины, а Фрэнки уехал с грузом дальше. Перед расставанием они договорились, что все свои доходы в дальнейшем, вне зависимости от того, что произойдёт, они разделят пополам. Вскоре грузовик Фрэнки останавливает полиция, после чего она попадает в тюрьму. Но, считает Фрэнки, их договорённость действует — они партнёры, которые делят всё пополам.
Фрэнки выходит в бар, где его ожидает старый товарищ Ник Палестро (Марк Лоуренс), которого Фрэнки специально пригласил для встречи. Ник наладил собственный бизнес подержанных автомобилей и существует самостоятельно. Фрэнки просит его кое в чём помочь.
В директорском кабинете Кей рассказывает Ноллу, что по их старому договору Фрэнки рассчитывает на половину того, что принадлежит его партнёру. Однако, в тот момент, когда Нолл говорит, что таких людей как Фрэнки в этом клубе никогда не будет, Фрэнки открывает дверь и слышит эти слова. Фрэнки набрасывается на Нолла и Кей, утверждая, что они хотят его обмануть. Нолл предлагает подойти к вопросу по-деловому, и приглашает Дейва с всеми юридическими и бухгалтерскими бумагами. Среди них оказывается документ, согласно которому партнёрство Фрэнки и Нолла касалось только их тогдашнего клуба «Четыре короля». Во время пребывания в тюрьме Фрэнки подписал отказ от партнёрства с Ноллом по всем другим проектам, когда Дейв заверил его, что эта бумага ничего не значит. Нолл объясняет, что их прежний клуб, в котором они были партнёрами, прогорел, и ему пришлось создавать новое дело практически с нуля. По расчётам Дейва, Фрэнки причитается с учётом процентов 2912 долларов, что составляет половину имущества «Четырёх королей». Фрэнки разрывает чек на эту сумму, и набрасывается на Нолла, говоря, что он отсидел за них двоих 14 лет жизни, и теперь оставлен ни с чем. Он бьёт Нолла по зубам, и, хлопнув дверью, уходит. Оставшись вдвоём с Ноллом, Кей обвиняет его в том, что он использовал её в тёмную, ради того, чтобы выведать из Фрэнки информацию. Фрэнки звонит Нику по телефону, и прислать к нему в гостиницу 5-6 надёжных ребят.
Во время исполнения Кей вокального номера, Эликс сообщает своему кавалеру, что в воскресенье она выходит замуж. На бис Алексис просит Кей спеть песню «Я потеряла своего мужчину». Поняв её просьбу как издёвку, раздражённая Кей уходит со сцены. На кухне она находит Нолла и требует его дать ответ, действительно ли он собирается жениться на Эликс. Нолл подтверждает это, но, по его словам, любит он только Кей. Он говорит, что делает это только ради бизнеса, так как такой брак обеспечит клубу процветание. Кей выражает своё возмущение аморальными методами работы Нолла и объявляет о своём увольнении из клуба. Нолл понимает, что Кей перешла на сторону Фрэнки.
Кей приходит к Фрэнки в гостиницу, чтобы объясниться с ним. Она просит прощения, что помогала Ноллу, но теперь она поняла, что всё, что того по-настоящему волнует — это только его клуб. Она сообщает, что поскольку Нолл собирается жениться на Эликс, она чувствует себя свободной. Приходит Ник с тремя членами старой банды, и становится ясно, что Фрэнки задумал с их помощью осуществить налёт на клуб Нолла. После короткого обсуждения условий нападения Фрэнки назначает им встречу вечером в клубе. После ухода бандитов, Кей говорит, что он ей слишком нравится, чтобы она могла одобрить то, что он хочет сделать, и не хочет поддерживать его план.
Вечером в клубе во время очередного выступления Кей собирается Фрэнки и вся банда. Они проходят в кабинет Нолла, который уже обо всём предупреждён и хочет разобраться с ними раз и навсегда. Фрэнки утверждает, что хочет получить то, что ему принадлежит, и если потребуется, даже готов ради этого убить Нолла. Тогда тот приглашает Дейва, чтобы разобраться с бухгалтерскими документами и выяснить что кому принадлежит. Он объясняет Фрэнки, что «Риджент» — это не «Четыре короля», это большой бизнес, который имеет дело с банками, адвокатами и рейтингами «Дан энд Брэдстрит». Нолл говорит: «Мир прошёл мимо тебя. В 1920-е ты был велик, в 1930-е ты ещё мог перестроиться, но сегодня тебе конец». Угрожая своими вооружёнными людьми, Фрэнки требует от Нолла немедленно отдать ему половину всей собственности. Под давлением и угрозами Нолл соглашается, однако говорит, что технически это сделать не так просто. По просьбе Нолла Дейв объясняет, что владельцами клуба «Риджент» являются три компании, капиталы которых переплетены между собой. Фрэнки уточняет, является ли Нолл полноправным хозяином клуба. Дейв отвечает, что да, но он не имеет права решать целый ряд вопросов без согласия советов директоров компаний-акционеров. Устав и организационная структура клуба таковы, что никто не имеет права узнать даже размеры долей, которые принадлежат Ноллу в компаниях-учредителях без единогласного согласия соответствующих советов директоров.
Сообщение Дейва вызывает ярость у Фрэнки, он хватает Дейва за грудки и толкает, а затем разбрасывает по кабинету все рабочие документы. После этого Фрэнки приказывает своим парням захватить клуб силой, однако никто не подчиняется его приказам. Нолл повторяет Фрэнки, что старые дни остались позади, и он остался вместе с ними. Выясняется, что Ник и его ребята стоят на стороне Нолла. Ник объясняет Фрэнки, что он и его семья имеет свой интерес в клубе, и потому он не будет конфликтовать с Ноллом. В припадке бешенства Фрэнки начинает рвать служебные документы, тогда Нолл вызывает швейцара-вышибалу Дэна. Фрэнки обвиняет Дейва в том, что он предал и обманул его, и надвигается, угрожая убить его, однако в этот момент сзади на Фрэнки набрасывается Дэн и усмиряет его. Пока он обыскивает Фрэнки, Нолл говорит, что единственным способом, которым можно урезонить Фрэнка, это бить его. И он будет бить его каждый раз до тех пор, пока тот не поймёт своё место.
Затем Дэн с двумя подручными вытаскивает Фрэнки из клуба на задний двор, и там они жестоко избивают его. Нолл приказывает Дейву привести бумаги в порядок, однако тот не слушает его и выходит из кабинета. Морис также считает, что Нолл перестарался, однако Нолл напоминает тому, чтобы он занялся своими обязанностями. После избиения Дейв приходит к раненому брату, брошенному около мусорных контейнеров. Дейв поднимает его, и вскоре к ним выбегает только что закончившая своё последнее выступление в клубе Кей. Дейв просит Кей проводить Фрэнки в его гостиничный номер, а сам обещает приехать к нему попозже. Кей решает отвезти Фрэнки к себе домой, где она сможет оказать ему первую помощь.
Дейв приходит к Ноллу с угрозой развалить всю систему управления клубом и предать огласке сведения о незаконных финансовых махинациях, о которых известно только им двоим. Несмотря на попытки Нолла шантажировать Дейва чеками, который тот когда-то подделал, Дейв отвечает, что становится на сторону брата, и готов пойти на всё, чтобы помочь ему. Выйдя от Нолла, Дейв пытается дозвониться до номера Фрэнки, но телефон не отвечает. Когда Дейв выходит на улицу, один из подручных Динка выслеживает и убивает его. Тем временем у себя дома Кей, бережно обрабатывая его раны, пытается вернуть подавленному Фрэнки веру в себя. На следующее утро Фрэнки выходит к столу поздоровевшим и морально окрепшим.
Утром копы начинают расследование убийства Дейва. В клубе они узнают, что прошлым вечером Фрэнки угрожал убить его. Дэн говорит, что Фрэнки настолько озверел, что к нему пришлось применить силу, а Нолл подтверждает, что Дейв обманул Фрэнки. Полиция объявляет Фрэнки в розыск. Выйдя из дома на улицу, Фрэнки и Кей видят, как к их дому с сиреной стремительно подъезжает полицейская машина. Тем временем в продажу поступили свежие газеты, где на первой странице изображён портрет Фрэнки, а текст сообщает, что его разыскивает полиция за убийство брата. Фрэнки понимает, что Дейва убили по приказу Нолла, так как Дейв пообещал придать огласке незаконные финансовые махинации. Фрэнки решает разоблачить Нолла и заставить его во всём сознаться. Для этого они собираются направиться к нему после закрытия клуба домой, взяв машину в гараже у Ника.
Вечером, когда Фрэнки и Кей подъезжают к дверям дома Нолла, они неожиданно открываются, и выходит Нолл с пистолетом в руке, приглашая их зайти внутрь. Фрэнки говорит Ноллу: «Если в бухгалтерии ты сильнее меня, то в том, как управляться с оружием, сильнее я». Далее он говорит, что если Нолл попытается сдать его полиции, то Фрэнки расскажет там всё о финансовых махинациях в клубе. Кей добавляет, что если Нолл убьёт Фрэнки, то ему придётся убить и её, так как она является алиби Фрэнки. Посеяв у Нолла секундное сомнение, Фрэнки сбивает со стола торшер, погружая помещение в темноту, а сам вместе с Кей падает на пол. Нолл начинает стрелять, но делает несколько выстрелов мимо. Когда Кей отвлекает внимание Нолла на себя, Фрэнки набрасывается на него сзади и отбирает пистолет.
Угрожая оружием, Фрэнки сажает Нолла в машину, и они вместе с Кей приезжают в клуб. Фрэнки требует открыть сейф, затем просит отсчитать ему 2912 долларов. Забрав деньги, он заставляет Нолла признаться в том, что Дейв был убит по его поручению. Затем, угрожая запереть его на ночь в холодильнике, Фрэнки требует, чтобы Нолл написал письменное признание. Кей тем временем из другой комнаты вызывает полицию.
Когда прибывший детектив собирается арестовать Фрэнки, тот передаёт ему письменное признание Нолла. Нолл утверждает, что он написал признание под угрозой оружия, однако оказывается, что в кармане у Фрэнки был не пистолет, а шариковая ручка. Нолла уводит полиция. Попросив разрешение выпить на прощание, Нолл подходит к барной стойке, откуда выхватывает спрятанный там пистолет. Угрожая копам оружием, он уходит, чтобы расправиться с Фрэнки. Тем временем Фрэнки говорит Кей, что выбросил пистолет ещё у дома Нолла, так как поклялся больше никогда не пользоваться оружием. Когда Нолл видит Фрэнки и стреляет в него, двое выскочивших полицейских убивают Нолла наповал.
Дав показания в полицейском участке, Фрэнки и Кей выходят в нью-йоркскую ночь, чтобы вместе начать новую жизнь.

## В ролях
- Берт Ланкастер — Фрэнки Мэдисон
- Лизабет Скотт — Кей Лоренс
- Уэнделл Кори — Дейв
- Кирк Дуглас — Нолл «Динк» Тёрнер
- Кристин Миллер — миссис Ричардсон
- Джордж Риго — Морис
- Марк Лоуренс — Ник Палестро
- Майк Мазурки — Дэн, швейцар ночного клуба
- Олин Хоуленд — Эд, охранник (в титрах не указан)

## Создатели фильма и исполнители главных ролей
Продюсер фильма Хэл Уоллис в 1933-44 годах возглавлял производственный департамент студии «Уорнер бразерс», после чего стал независимым продюсером, ассоциированным с «Парамаунт Пикчерз». В качестве продюсера Уоллис в 1939 и 1944 годах дважды получал приравненную к Оскару премию Ирвинга Талберга как лучший продюсер, а также трижды номинирован на Оскар за фильмы «Татуированная роза» (1955), а также исторические драмы «Бекет» (1964) и «Тысяча дней Анны» (1969).
Уоллис был продюсером многих значимых нуаровых и криминальных фильмов, среди них «Маленький Цезарь» (1931), «Я — беглый каторжник» (1932), «Окаменевший лес» (1936), «Признание» (1937), «Меченая женщина» (1937), «Ангелы с грязными лицами» (1938), «Ревущие двадцатые» (1939), «Письмо» (1940), «Высокая Сьерра» (1941), «Мальтийский сокол» (1941), «Касабланка» (1942), «Странная любовь Марты Айверс» (1946) и «Извините, ошиблись номером» (1948).
До 1945 года режиссёр Байрон Хэскин был оператором и занимался разработкой спецэффектов для студии «Уорнер бразерс», которые принесли ему четыре номинации на Оскар за фильмы «Частная жизнь Елизаветы и Эссекса» (1939), «Морской ястреб» (1940), «Морской волк» (1941) и «Отчаянное путешествие» (1942). В 1945 году, став независимым продюсером, Уоллис пригласил Хэскина (с которым в 1935-44 годах работал на студии «Уорнер» над 46 фильмами) в свою компанию, предложив ему должность режиссёра. Их первым совместным фильмом (и первым фильмом Хэскина в качестве режиссёра) стал «Я всегда одинок» (1948). В этой картине Хэскин «продемонстрировав визуальный и постановочный стиль, который станет фирменным знаком его лучших работ, таких как „Слишком поздно для слёз“ (1949), „Война миров“ (1953), „Обнажённые джунгли“ (1954), „Робинзон Крузо на Марсе“ (1964) и фильмы сериала „За гранью возможного“ (1963-64)».
Фильм собрал великолепный актёрский состав, многие из актёров в тот момент только начинали свою карьеру, а впоследствии стали звёздами голливудского кино. Среди них Берт Ланкастер, Кирк Дуглас, Лизабет Скотт, Уэнделл Кори, а также актёры второго плана Марк Лоуренс и Майк Мазурки. Многие фильмы с их участием продюсировал Уоллис, и впоследствии часто эти актёры в различных сочетаниях играли вместе.
В начале своей карьеры Берт Ланкастер сыграл в целой серии значимых фильмов нуар, среди них «Убийцы» (1946), «Грубая сила» (1947), «Ярость пустыни» (1947, продюсером фильма был Уоллис, а среди актёров — Скотт и Кори), «Извините, ошиблись номером» (1948, с Кори), «Поцелуями сотри кровь с моих рук» (1948) и «Крест-накрест» (1949). В 1961 году Ланкастер был удостоен Оскара за лучшую мужскую роль в фильме «Элмер Гантри» (1960), кроме того, он ещё трижды номинировался на Оскар за роли в фильмах «Отныне и во веки веков» (1953), «Любитель птиц из Алькатраса» (1962) и «Атлантик-Сити» (1980).
Кирк Дуглас также начинал свою карьеру в жанре нуар, сыграв в фильмах «Странная любовь Марты Айверс» (1946) и «Из прошлого» (1947), он также сыграл в таких памятных картинах жанра, как «Чемпион» (1949), «Туз в рукаве» (1951) и «Детективная история» (1951). Дуглас был трижды номинирован на Оскар за главные роли в картинах «Чемпион» (1949), «Злые и красивые» (1952) и «Жажда жизни» (1956).
«Я всегда одинок» — первый из шести совместных фильмов Ланкастера и Дугласа (и даже семи, если считать телефильм «Победа в Энтеббе» 1976 года).
Лизабет Скотт была одной из самых ярких звёзд жанра нуар, она сыграла в таких памятных фильмах, как «Странная любовь Марты Айверс» (1946, с Дугласом), «Рассчитаемся после смерти» (1947), «Ярость пустыни» (1947, с Ланкастером и Кори), «Западня» (1948), «Слишком поздно для слёз» (1949), «Тёмный город» (1950) и «Рэкет» (1951). Уэнделл Кори сыграл заметные роли в фильмах нуар «Ярость пустыни» (1947), «Извините, ошиблись номером» (1948, с Ланкастером), «Обвиняемая» (1949), «Дело Тельмы Джордон» (1950), «Пол-акра ада» (1954) и «Большой нож» (1955).
Кристин Миллер сыграла роли второго плана в нуарах «Ярость пустыни» (1947, с Ланкастером, Скотт и Кори), «Извините, ошиблись номером» (1948, с Ланкстером), «Слишком поздно для слёз» (1949, со Скотт) и «Тень на стене» (1950). Марк Лоуренс сыграл заметные роли второго плана во многих нуарах, наиболее значимые среди которых «Оружие для найма» (1942), «Случай в Окс-Боу» (1943), «Риф Ларго» (1948), «Мозаика» (1949) и «Асфальтовые джунгли» (1950). Майк Мазурки запомнился по ролям в фильмах нуар «Это убийство, моя милочка» (1944), «Аллея кошмаров» (1947), «Ночь и город» (1950) и «Тёмный город» (1950).

## История создания фильма
Как написал кинокритик Крис Фудживара, «фильм начал свою жизнь как пьеса Теодора Ривза под названием „Попрошайки приходят в город“. Права на экранизацию этой пьесы продюсер Хэл Уоллис купил незадолго до того, как спектакль вышел на Бродвее в октябре 1945 года. Спектакль провалился, но Уоллис провёл целый год, работая над проектом, который первоначально назывался „Тупик“, а затем получил своё нынешнее название».
В качестве режиссёра Уоллис выбрал Байрона Хэскина, который решил начать режиссёрскую карьеру после завершения восьмилетнего контракта с «Уорнер бразерс», где он работал в отделе специальных эффектов.
«Уоллис решил использовать этот фильм как тренировочную площадку для молодых талантливых актёров, с которыми он заключил контракты», среди них Берт Ланкастер и Кирк Дуглас. Меньшие роли были поручены Уэнделлу Кори (который, как и Дуглас, который незадолго до того, был приведён Уоллисом с нью-йоркской сцены), новому открытию Уиллиса (в будущем оказавшемуся в чёрном списке) Микки Ноксу, и Кристин Миллер, «которую Уоллис, кажется, готовил к звёздному статусу, которого она, однако, так и не достигла».

## Режиссёр и актёры о работе над фильмом
Создатели и актёры фильма впоследствии активно делились своими впечатлениями о работе над ним.
Байрон Хэскин вспоминал, что «историю было сложно разрабатывать и ставить. Чарльз Шни, которого Уоллис нанял для написания сценария, не смог особенно в этом помочь». Закончилось тем, что Хэскин «сам переписывал сценарий уже во время съёмочного процесса».
О режиссёрской работе Хэскина Фудживара, в частности, написал: "Блестяще разбираясь в технических аспектах кино, Хэскин должен был ещё многое освоить в отношении того, как надо работать с актёрами. «Я испробовал слишком многое с Дугласом», — признавал Хэскин, — «Я ему говорил, что парень, которого он играет, это настоящее чудовище, человек без страха. Кирк настолько влюбился в такую концепцию роли, что даже написал мне письмо с пожеланием, чтобы я ставил все его последующие фильмы». Фудживара отмечает, что «Дуглас принял концепцию Хэскина слишком буквально, и вёл себя на съёмочной площадке даже слишком хладнокровно. Даже когда Фрэнки (в исполнении Ланкастера) угрожает повесить его на крюке для мяса, он беспечно прохаживается по комнате, хотя должен остановить Фрэнки с помощью оружия». По мнению Фудживары, «Хэскин неплохо справлялся и с Ланкастером, но считал, что он „настолько наполнен энергией, что его трудно укротить. И Дуглас, и Ланкастер были неудержимы. Если я на минуту поворачивался к ним спиной, они начинали перебарщивать на съёмочной площадке. Сплошной переизбыток и чрезмерность“».
"Кирк Дуглас в своей автобиографии 1988 года «Сын старьёвщика» написал, что во время работы над фильмом они с Ланкастером «общались друг с другом так же, как и сейчас: мы спорили, мы дрались, мы разговаривали, мы мирились. Каким-то образом, всё получалось». Ланкастер, который, кажется, более иронично относился к их отношениям, сказал: «Кирк должен первым признать, что он сложный человек, тогда я согласен быть вторым».
Кристин Миллер в одном из интервью сообщила, что Уоллис планировал снять её в главной роли и даже сделал её пробы вместе с Ланкастером, и это «была чудесная проба. Но затем Лизабет Скотт решила, что она хочет эту роль, а Лизабет получала всё, что хотела от Хэла Уоллиса! Так что мне досталась роль второго плана!» Дуглас позднее вспоминал, что отношения Скотт с Уоллисом создавали известные проблемы при работе: «Очень часто она подолгу сидела в его офисе, выходила оттуда с слезившимися глазами, и после этого с ней было трудно работать в течение дня».

## Оценка фильма критикой

### Общая оценка фильма
После выхода фильма на экраны фильм получил неоднозначные отзывы критики. Джеймс Эйджи в журнале «Нейшн» написал о фильме следующее: «Хорошая игра Уэнделла Кори и Кирка Дугласа; острая сцена о беспомощности старомодного гангстера против современных методов ведения дел. Атмосфера ночного клуба немного лучше обычной. В остальном же картина заслуживает, как и четыре из пяти других фильмов, идти в одиночку (название фильма буквально переводится „Я иду в одиночку“), звенеть в колокольчик и выкрикивать „Грязь и непристойность“». Босли Кроутер в «Нью-Йорк таймс» написал, что «в этой мелодраме могуче низкого уровня вы встретитесь с могуче низким классом людей, несмотря на шикарную обстановку и атмосферу великолепной элегантности и изящества». Кроутер поясняет, что основными персонажами картины стали «по большей части бывшие гангстеры, пустые люди из ночного клуба и общественные отщепенцы», а сама «драма представляет собой старомодную гангстерскую историю примерно двадцатилетней давности». Кроутер заканчивает свою рецензию словами: «Следует отметить, что сочувственный уклон очень силён в отношении преступного типа, который создал напряжение, как будто он своего рода мученик». Журнал Variety назвал его «плотной и крутой мелодрамой», обратив внимание на «несколько необычно жёстких эпизодов»: во-первых, это «кровавое избиение Берта Ланкастера тройкой здоровяков, которые не жалеют кулаков», а во-вторых, «это преследование на тёмной улице и смерть Уэнделла Кори».
Оценки современных критиков носят более позитивный характер. Так, Крейг Батлер отметил, что хотя это «не первоклассный фильм нуар», но «позитивных моментов в нём больше, чем негативных». По мнению Батлера, «самая большая проблема картины, конечно, заключается в сценарии. Хотя он содержит несколько интересных поворотов (в частности, когда один гангстер обманывает другого с помощью простого бухгалтерского мошенничества), он порой вызывает напряжение в плане доверия (неужели Мэдисон и впрямь верил, что Тёрнер будет с ним справедлив?). Действие насыщено, но не столь изобретательно, как необходимо, и что ещё хуже, реплики героев — чрезвычайно важный ингредиент счастливого нуарового блюда — разочаровывают». Фудживара полагает, что «фильм может быть временами неустойчив, но он может пройти с высоко поднятой головой среди многих менее значимых криминальных триллеров своего времени». Деннис Шварц считает, что «фильм увлекателен по причине своего высококачественного актёрского состава», однако его «сценарий не убедителен, а мелодраматический финал оставил чувство, что так называемые хорошие парни победили только потому, что было заранее предопределено, что победит слабый, а не потому, что он действительно победил».

### Основная идея фильма
Журнал Variety обращает внимание на «сюжетный поворот в духе Рипа Ван Винкля (человека, полностью отставшего от времени), где гангстер возвращается после 14 лет в тюрьме, чтобы обнаружить, что его бывшие дружки теперь носят респектабельные одежды и заняты такими псевдо-легальными бизнесами, как подержанные автомобили и ночные клубы».
Кроутер пишет, что «исходная посылка истории состоит в том, что старорежимный бутлегер-мафиози, который отбыл длительный срок в тюрьме, не может воспользоваться старыми приёмчиками и силой задавить обманувшего его бывшего кореша. Дело в том, что в эти новые дни клубный бизнес и корпоративное право полностью отрицают любые силовые действия в старом стиле». Далее Кроутер отмечает, что действие развивается «с большим количеством болтовни в офисе владельца шикарного кафе, а когда становится ясно, что горе-силач является обычным болваном, история показывает, что мускулистый болван всё-таки может победить благодаря помощи и вере в него преданной девушки из ночного клуба. Плюс к этому на его стороне масса отваги и парочка старых приёмов».
В 1998 году в комментариях к списку своих любимых фильмов Мартин Скорцезе очень высоко оценил этот фильм, отметив, что «это очень умный фильм о человеке, который полностью сбит с толку новым послевоенным миром. И этот мир стал также новым миром кинематографа. Гангстер 1930-х стал гангстером 1940-х годов». Фудживара добавляет, что «сцена, которая, по мнению Скорцезе, наилучшим образом иллюстрирует тот новый аспект кино, довольно длинная. В ней Фрэнки вынужден признать, что сложная корпоративная структура ночного клуба делает невозможным для него силой надавить на бизнес тем способом, к которому его подталкивали инстинкты старого рэкетира». Шварц определяет суть картины в том, что «громилу-гангстера Фрэнки оставил далеко позади хитрый Нолл, который создаёт свой бизнес легальным образом как крупную корпорацию. Но обескураженный Фрэнки в итоге одерживает победу над Ноллом, потому что не попадается в ловушку Нолла, и вместо этого решает отказаться от криминала ради любви и душевного покоя».

### Оценка сценария, режиссёрской и операторской работы
По мнению Variety, изюминка истории создана пьесой Чарльза Шни, хотя сам текст в нескольких местах не убедителен. Фудживара отмечает, что хотя «сценарий слишком разговорный, выдавая своё театральное происхождение», зато сам "фильм является маленьким чудом визуального конструирования, когда Хэскину удаётся наполнить статичные сцены жизнью, постоянно меняя взгляд на своих персонажей с помощью изменения положения камеры. Его операторский стиль пришёл от идеи представлять ситуации так, что «публика смотрит на всё, что происходит как будто сквозь замочную скважину, интимно и близко, но тайно». В целом, по мнению Фудживары, «работа Хэскина с камерой более уверенна, чем его работа с актёрами, и в этом главная причина того, что фильм смотрится».
По мнению Шварца, «Хэскин ловко прокладывает свой путь сквозь фильм нуар, чему помогает трогательный роман между Кей и Фрэнки, который довольно хорошо вписывается в обычные правила нуара». Батлер считает, что Хэскин выходит за рамки материала, «пытаясь внести в него значимость и объём. И даже если ему удаётся это только на половину, он, по крайней мере, пытается что-то изменить. Ещё лучше выглядит операторская работа Лео Товара с сильными контрастными световыми приёмами и разнообразными драматическими ракурсами, которые использованы очень эффективно».

### Характеристика актёрской работы
Многие критики придерживаются мнения, что актёрская игра стала самой сильной стороной фильма. Не случайно многие, на тот момент начинающие, актёры — прежде всего, Берт Ланкастер и Кирк Дуглас — сделали впоследствии звёздные карьеры.
По мнению Variety, «Ланкастер выходит за рамки своей задачи, играя вышедшего из тюрьмы заключённого, который видит, что праздник жизни проходит мимо него, а старые друзья его обманули. Мелодрама развивается по мере того, как Ланкастер решает силой получить часть ночного клуба Дугласа. Дуглас выделяется в роли ставшего респектабельным преступника, который ведёт проигрышную битву, чтобы защитить своё королевство от нападок Ланкастера». Босли Кроутер отмечает, что «Берт Ланкастер играет горе-громилу с апломбом и пустым взглядом Тарзана», в то время,как «Кирк Дуглас достаточно эффективен в качестве его кореша, которого когда-то не поймали, и теперь он владеет заведением».
Батлер считает, что «к счастью, фильм содержит две надёжные крепкие роли, сыгранные звёздами-мужчинами, при этом ледяная изысканность Дугласа восхитительно смотрится на фоне грубоватой прямоты Ланкастера». Фудживара добавляет, что «чрезмерность в фильме отчасти возникает как результат игры Ланкастера: рыком и криком он пробивает свой путь сквозь сценарий, и ему удаётся сделать это более увлекательно и убедительно, чем Дугласу, который всё ещё играет в слегка скованной манере, характерной для начала его карьеры».
Variety полагает, что «в качестве главной героини Лизабет Скотт умело справляется со своей ролью, убедительно исполняя роль певицы ночного клуба, которая влюбляется в Ланкастера после обмана её Дугласом». С другой стороны, Кроутер выражает мнение, что «как брошенная и устремлённая на отмщение певица, Лизабет Скотт обладает не большей индивидуальностью, чем манекен в витрине универмага».
Фудживара пишет, что «Хэскин оценил Скотт как „симпатичную“, но полагал, что её привычка „смотреть на всё, кроме глаз других актёров“ делает её игру неубедительной. Тем не менее, она отлично играет свою несложную роль симпатичной девушки из шоу». Батлер выделяет игру «Лизабет Скотт, которая добавлет убедительную нотку тепла и чувственности, и Уэнделла Кори, который в роли трусоватого брата в нескольких сценах выглядит сильнее всех». Шварц также считает, что «лучше всех в фильме играет Кори в качестве трусоватого брата, который меняет свою позицию и платит за это роковую цену».